# Paraplegiker (Zeitschrift)
Der PARAplegiker (von Paraplegie – Synonym für Querschnittlähmung) ist eine Vereinszeitschrift, die Informationen, Ideen, Meinungen und Berichte zum Thema Körperbehinderung enthält. Darüber hinaus dient sie der Schaffung von Verständnis für die Probleme von Menschen mit körperlichen Einschränkungen.

## Inhalt
Die Zeitschrift enthält Themen, die sich mit dem Verein beschäftigen und beantwortet Fragen, die Menschen mit Querschnittlähmung betreffen, z. B.
- Welche neuen Hilfsmittel gibt es?
- Wohin geht die Sozialpolitik?
- Was kann man tun, um trotz Behinderung gesund bleiben?
- Wie ist das mit dem Sex?
- Familie und Partnerschaft
- Alles rund ums Thema Fahrzeugumrüstung
- Komplikationen bei Querschnittlähmung
- Älterwerden mit Querschnittlähmung

## Entstehungsgeschichte
Der Paraplegiker begann mit der ersten Ausgabe im Oktober 1982 als Nachrichtenmagazin für Querschnittgelähmte, um Betroffene zu informieren und das Bild der Querschnittgelähmten in der Gesellschaft zu entzerren, und wurde im Verlag für Medizin Dr. Ewald Fischer, Heidelberg, später (bis 2008) im C Stuttgart verlegt.

2009 wurde der C mit der Zeitschrift B-Journal für behinderte Menschen zusammengeführt und erschien im Humanis-Verlag für Gesundheit GmbH, dem Eigenverlag der FGQ in Mölsheim als Zeitschrift für Menschen mit Körperbehinderung. Nach einer Pause von ca. 2 Jahren entschied sich die Fördergemeinschaft der Querschnittgelähmten 2018 die Zeitschrift wiederzubeleben. Seitdem erscheint der PARAplegiker im OT Medien Verlag.